# Vladimir Marković
Vladimir Marković est un mathématicien britannique né en Allemagne, professeur à l'université d'Oxford. Il était auparavant professeur John D. MacArthur au California Institute of Technology (2013-2020) et titulaire de la chaire sadleirienne à l'université de Cambridge (2013-2014).

## Biographie
Marković fait ses études à l'université de Belgrade, où il obtient une licence en sciences en 1995 et soutient un doctorat en 1998 sous la direction de Miodrag Mateljević.
Avant d'être recruté au California Institute of Technology, Marković occupe des postes à l'université de Warwick, à l'université de New York à Stony Brook et à l'université du Minnesota. Marković est rédacteur des Proceedings of the London Mathematical Society.
Les recherches de Marković portent sur la géométrie, la topologie et la dynamique de basses dimensions, ainsi que sur l'analyse fonctionnelle et l'analyse géométrique.

## Prix et distinctions
Marković est lauréat du prix Whitehead et du prix Philip-Leverhulme en 2004, puis du Clay Research Award en 2012.
Il est élu membre de la Royal Society en 2014. La citation est la suivante :

« Marković est l'un des experts mondiaux dans le domaine des homéomorphismes quasiconformes et de la topologie et la géométrie de basse dimension. Il a résolu de nombreux problèmes célèbres et difficiles. Avec Jeremy Kahn, il a démontré la conjecture clé de William Thurston, d'après laquelle toute variété fermée hyperbolique de dimension trois  contient une surface géodésique plongée. »

À l’automne 2015, Marković est invité en tant que membre à l'Institute for Advanced Study de Princeton. En 2016, il reçoit le Simons Investigator Award.